# Episodi di The Listener (seconda stagione)
La seconda stagione della serie televisiva The Listener, composta da tredici episodi, è stata trasmessa sul canale canadese CTV dall'8 febbraio al 20 maggio 2011.
In Italia è stata trasmessa su Fox dal 19 aprile al 28 giugno 2011.
| nº | Titolo originale    | Titolo italiano           | Prima TV Canada  | Prima TV Italia |
| -- | ------------------- | ------------------------- | ---------------- | --------------- |
| 1  | Lady in the Lake    | La donna del lago         | 8 febbraio 2011  | 19 aprile 2011  |
| 2  | Crime Seen          | Nella mente della vittima | 15 febbraio 2011 | 19 aprile 2011  |
| 3  | In His Sights       | I fantasmi della guerra   | 22 febbraio 2011 | 26 aprile 2011  |
| 4  | The Brothers Volkov | I fratelli Volkov         | 8 marzo 2011     | 3 maggio 2011   |
| 5  | Inner Circle        | Dose letale               | 15 marzo 2011    | 10 maggio 2011  |
| 6  | The Magician        | Il prestigiatore          | 22 marzo 2011    | 17 maggio 2011  |
| 7  | Ace in the Hole     | Asso nella manica         | 1º aprile 2011   | 24 maggio 2011  |
| 8  | Vanished            | La bambina rapita         | 8 aprile 2011    | 31 maggio 2011  |
| 9  | Jericho             | Furto d'identità          | 15 aprile 2011   | 7 giugno 2011   |
| 10 | Desperate Hours     | Doppio tradimento         | 22 aprile 2011   | 14 giugno 2011  |
| 11 | To Die For          | Il colpo mortale          | 6 maggio 2011    | 21 giugno 2011  |
| 12 | Eye of the Storm    | L'occhio del ciclone      | 13 maggio 2011   | 28 giugno 2011  |
| 13 | Reckoning           | Senso di colpa            | 20 maggio 2011   | 28 giugno 2011  |